# Lucrèce Borgia (film, 1935)
Pour les articles homonymes, voir Lucrèce Borgia (homonymie), Lucrèce (homonymie) et Borgia (homonymie).
Pour plus de détails, voir Fiche technique et Distribution.
Lucrèce Borgia est un film historique français réalisé par Abel Gance, sorti en 1935. 
Le scénario du film est basé sur les intrigues politiques de la famille Borgia. Il fit scandale en 1935 car Edwige Feuillère y apparaissait nue, brièvement et de profil.

## Synopsis
César Borgia, fils du pape Alexandre VI, veut marier sa sœur Lucrèce à des fins politiques. Mais Lucrèce se rebelle contre son frère...

## Fiche technique
- Titre : Lucrèce Borgia
- Réalisation : Abel Gance
- Scénario : Abel Gance, Léopold Marchand, Henri Vendresse
- Dialogues : Léopold Marchand
- Photographie : Roger Hubert, Boris Kaufman
- Montage : Roger Spiri-Mercanton
- Musique originale : Marcel Lattès
- Décors : Henri Ménessier, René Renoux
- Costumes : Beytout et Louis Granier
- Producteurs associés : Robert Bossis, Bob Faure, Paul Madeux
- Producteur exécutif : Henri Ullmann
- Société de production : Compagnie du Cinéma
- Pays de production :  France
- Langue de tournage : Français
- Format : Noir et blanc — 35 mm — 1,37:1 — Son : Mono
- Genre : Film dramatique , Film historique
- Durée : 93 minutes (1 h 33)
- Date de sortie : 
  - France : 20 décembre 1935

## Distribution
- Edwige Feuillère : Lucrèce Borgia, la fille du pape Alexandre VI
- Gabriel Gabrio : César Borgia, le frère de Lucrèce qui se sert d'elle pour unifier le pays
- Roger Karl : Rodrigo Borgia, le pape Alexandre VI, le père de Lucrèce et de César
- Antonin Artaud : Savonarole, un moine rigoriste qui dresse le peuple contre les Borgia corrompus
- Maurice Escande : Jean Borgia, duc de Gandie, frère de César et Lucrèce
- Aimé Clariond : Machiavel
- Josette Day : Sancia
- Philippe Hériat : Filippo
- Marcel Chabrier : le moine
- Mona Dol : la Vespa
- Yvonne Drinès : Fiametta
- Gaston Modot : Fracassa
- Georges Serrano
- Jacques Dumesnil : Sforza, duc de Milan
- Max Michel : Alphonse d'Aragon
- Louis Eymond : Mario
- Jean Fay : Tybald
- René Bergeron : Pietro
- Georges Prieur : le baron de Villeneuve
- Louis Perdoux : Carlo
- Janine Fromentin : la Malesta
- Daniel Mendaille : Micheletto
- Nita Raya
- Jacques Cossin
- Myriam Saint-Paul
- Annie Farrer
- Lucien Coëdel

## Autour du film
- En raison de la brève scène de nudité d'Edwige Feuillère, le film est censuré à Lyon en 1940, au bout d'une campagne de plusieurs années menée par la Ligue pour le relèvement de la moralité publique [1].